# Vicoprofen
 (juillet 2009).
Si vous disposez d'ouvrages ou d'articles de référence ou si vous connaissez des sites web de qualité traitant du thème abordé ici, merci de compléter l'article en donnant les références utiles à sa vérifiabilité et en les liant à la section « Notes et références ».

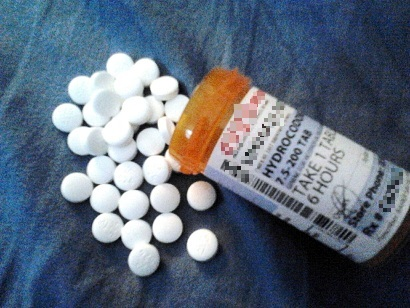
Boite de médicaments contenant de l'hydrocodone et de l'ibuprofène (Vicoprofen).

Le Vicoprofen est le nom commercial d'une association d'hydrocodone et d'ibuprofène, disponible aux Etats-Unis. L'hydrocodone appartient au groupe des médicaments analgésiques stupéfiants. L'ibuprofène est un anti-inflammatoire non stéroïdien (AINS), qui agit en réduisant les hormones qui provoquent l'inflammation et la douleur dans le corps. 
Le Vicoprofen est utilisé à court terme (10 jours maximum) pour soulager la douleur, par exemple après une opération dentaire. Ce médicament n'est donc pas indiqué pour le traitement de la douleur chronique, par exemple arthritique. Cette limitation de durée est supposée éviter les effets addictifs de l'hydrocodone.

## Effets indésirables
Les effets indésirables et la pharmacodynamque sont ceux de ses composants. 